# Дордонь
Дордо́нь (фр. Dordogne) — департамент на південному заході Франції, один з департаментів регіону Нова Аквітанія. Порядковий номер 24.
Адміністративний центр — Періге. Населення 388,3 тис. чоловік (58-е місце серед департаментів, дані 1999 р.).

## Географія
Площа території 9060 км². Через департамент протікає річка Дордонь. На території департаменту розташовані кілька відомих печер, у тому числі печери Комбарель і Кро-Маньйон.
Департамент включає 2 округи, 54 кантона і 293 комун.

## Історія
Дордонь — один з перших 83 департаментів, утворених під час Великої французької революції в березні 1790 р. Виник на території колишньої провінції Перігор.